# مایشلن
مایشلن (به آلمانی: Micheln) یک منطقهٔ مسکونی در آلمان است که در Osternienburger Land واقع شده است. مایشلن ۷۷۰ نفر جمعیت دارد.